# Christiane Ernst-Zettl
Christiane Ernst-Zettl (* 19. Januar 1970 in Löbau) ist Stabsfeldwebel im Sanitätsdienst der Bundeswehr. Sie wurde 2005 bekannt durch eine Befehlsverweigerung im Afghanistankrieg und die nachfolgende Disziplinarstrafe.

## Leben

### Eintritt in die Bundeswehr
Christiane Ernst-Zettl wurde zusammen mit ihren Eltern im März 1984 aus der DDR in die Bundesrepublik Deutschland abgeschoben und ausgebürgert.
Sie war zunächst Fachangestellte im Gesundheitswesen. Im Oktober 1991 trat sie mit höherem Dienstgrad in den Sanitätsdienst der Bundeswehr ein. 1998 wurde sie Berufssoldatin. Ernst-Zettl nahm an den Auslandseinsätzen der Bundeswehr in Bosnien (SFOR) und im Kosovo (KFOR) teil. Seit 2002 arbeitet sie im Sanitätsamt der Bundeswehr (SanABw) in München. Sie ist verheiratet.

### Afghanistaneinsatz
Sie kam am 24. Februar 2005 (bis 27. April 2005) im Zuge des 7. Einsatzkontingents ISAF nach Afghanistan. Im April 2005 sollte sie nach Anweisung ihres Vorgesetzten ihr Rot-Kreuz-Schutzzeichen ablegen und Personenkontrollen an afghanischen Frauen vor dem Camp Warehouse bei Kabul vornehmen. Dies verweigerte sie mit Hinweis auf das humanitäre Völkerrecht, das den Einsatz von Nichtkombattanten für operative Aufgaben verbietet. Als Folge ihrer Weigerung wurde sie mehrere Stunden dazu vernommen und nachfolgend aus dem Sicherungsdienst herausgelöst. Zudem bekam sie eine Disziplinarstrafe in Höhe von 800 € und wurde zurück nach Deutschland geschickt. Seit 2005 ist sie Mitglied des Arbeitskreises Darmstädter Signal.

### Juristischer Verlauf
Ernst-Zettl legte Beschwerde beim Truppendienstgericht Süd in München ein. Diese wurde abgelehnt, weil sie drei Tage zuvor den Vorfall ihrem Disziplinarvorgesetzten gemeldet hatte und aufgrund der fehlenden Antwort die Situation bewusst instrumentalisiert habe, um einen „Missbrauch ihrer Rechte zu Lasten eines Kameraden“ und eine Störung des Dienstbetriebs herbeizuführen.
Eine erneute Beschwerde wegen "Verfahrensfehlern" und des "Aussprechens völkerrechtswidriger Befehle" blieb über mehrere Monate unbeantwortet und mündete in einem Antrag beim zuständigen Bundesverwaltungsgericht (BVerwG). Dessen 1. Wehrdienstsenat in Leipzig verwarf die Anträge als unzulässig (BVerwG 1 WB 58.06, 64.06). So entschied das Gericht, dass das Wehrbeschwerdeverfahren nicht dazu diene, „das Handeln oder die Anordnung bzw. Erlasse von Vorgesetzten oder Dienststellen der Bundeswehr im Allgemeinen zu überprüfen“, sondern nur dann eine Anrufung möglich wäre, wenn „sein Antrag bzw. seine Beschwerde eine Verletzung seiner Rechte oder eine Verletzung von Vorgesetztenpflichten ihm gegenüber zum Gegenstand hat“.

## Kritische Würdigung
Jürgen Rose vom Darmstädter Signal kritisierte in der Freitag die mangelnde Unterstützung und Bestrafung von Ernst-Zettl wegen der Verweigerung für den nach seiner Ansicht völkerrechtswidrigen Befehl.
Hans-Joachim Gießmann, Professor am Hamburger Institut für Friedensforschung, stimmte der Ansicht von Ernst-Zettl teilweise zu, indem er äußerte, dass die Genfer Konvention und die Bestimmungen für Sanitäter sehr wohl für den Afghanistaneinsatz der Bundeswehr gelten würde: „Deutsche Soldaten sind dort ja in Kampfhandlungen involviert.“, gab aber zu bedenken, dass Sanitäter Sicherungsaufgaben wahrnehmen können, wenn sie das Schutzzeichen ablegen.
Für ihr pazifistisches Engagement wurde Ernst-Zettl 2008 die Auszeichnung „Aufrechter Gang“ der Humanistischen Union verliehen.